# Joseph Weydemeyer
Joseph Arnold Weydemeyer (Münster, 2 de fevereiro de 1818 — St. Louis (Missouri), 26 de agosto de 1866) foi um oficial militar no Reino da Prússia e nos Estados Unidos, assim como jornalista, político e revolucionário marxista.

## Biografia
Inicialmente um defensor do "verdadeiro socialismo", ele tornou-se, por volta de 1845-46, adepto das ideias de Karl Marx e Friedrich Engels.
Aderiu então à Liga dos Comunistas e dirigiu, entre 1849 a 1851, sua representação em Frankfurt. Visitou Marx em Bruxelas, onde ouviu as palestras do filósofo. Mais tarde participou da Revolução de 1848.
Joseph Weydemeyer esteve envolvido na redação do manuscrito do "Deutsche Ideologie" (A Ideologia Alemã) e foi um dos "editores-chefes" do Neue Rheinische Zeitung entre 1849 a 1850. Trabalhou também em outro periódico socialista chamado Westphälisches Dampfboot (Vapor da Vestefália).
Em 1851, imigrou da Alemanha para os Estados Unidos, onde passou a trabalhar como jornalista. Weydemeyer ainda participou da Guerra Civil Americana na patente de tenente-coronel do Exército da União, opondo-se aos Confederados com apoio indireto do Império Alemão.